# Мельничак, Ян
Ян Мельничак (пол. Jan Mielniczak, 11 декабря 1954, Познань, Польша — 13 августа 2016, там же) — польский хоккеист (хоккей на траве), нападающий.

## Биография
Ян Мельничак родился 11 декабря 1954 года в польском городе Познань.
Окончил базовое профессиональное училище по специальности механика.
В 1966—1974 годах играл в хоккей на траве за «Грюнвальд» из Познани, с 1975 года — за местный «Почтовец», в составе которого пять раз становился чемпионом Польши по хоккею на траве (1979, 1981—1983, 1988) и один раз по индорхоккею (1981). Четырежды был обладателем приза «Золотая клюшка» лучшему снайперу чемпионата страны (1983—1985, 1988).
В 1975 году участвовал в чемпионате мира в Куала-Лумпуре, в котором впервые участвовали поляки.
В 1980 году вошёл в состав сборной Польши по хоккею на траве на летних Олимпийских играх в Москве, занявшей 4-е место. Играл на позиции нападающего, провёл 3 матча, забил 1 мяч в ворота сборной Танзании.
В 1973—1982 годах провёл за сборную Польши 57 матчей, забил 19 мячей.
Умер 13 августа 2016 года в Познани.

## Семья
Отец — Чеслав Мельничак, мать — Янина Мельничак.